# Loxophlebia nigricornis
Loxophlebia nigricornis är en fjärilsart som beskrevs av Hans Rebel 1901. Loxophlebia nigricornis ingår i släktet Loxophlebia och familjen björnspinnare. Inga underarter finns listade i Catalogue of Life.